# يوكي تانابي
يوكي تانابي مواليد 25 أغسطس 1989، هي لاعبة كرة يد يابانية تلعب كجناح أيسر. مثلت منتخب اليابان لكرة اليد للسيدات.

## سجل المنافسة
شاركت في البطولات التالية:
- بطولة العالم لكرة اليد للسيدات 2013
- بطولة العالم لكرة اليد للسيدات 2015